# Machine politique

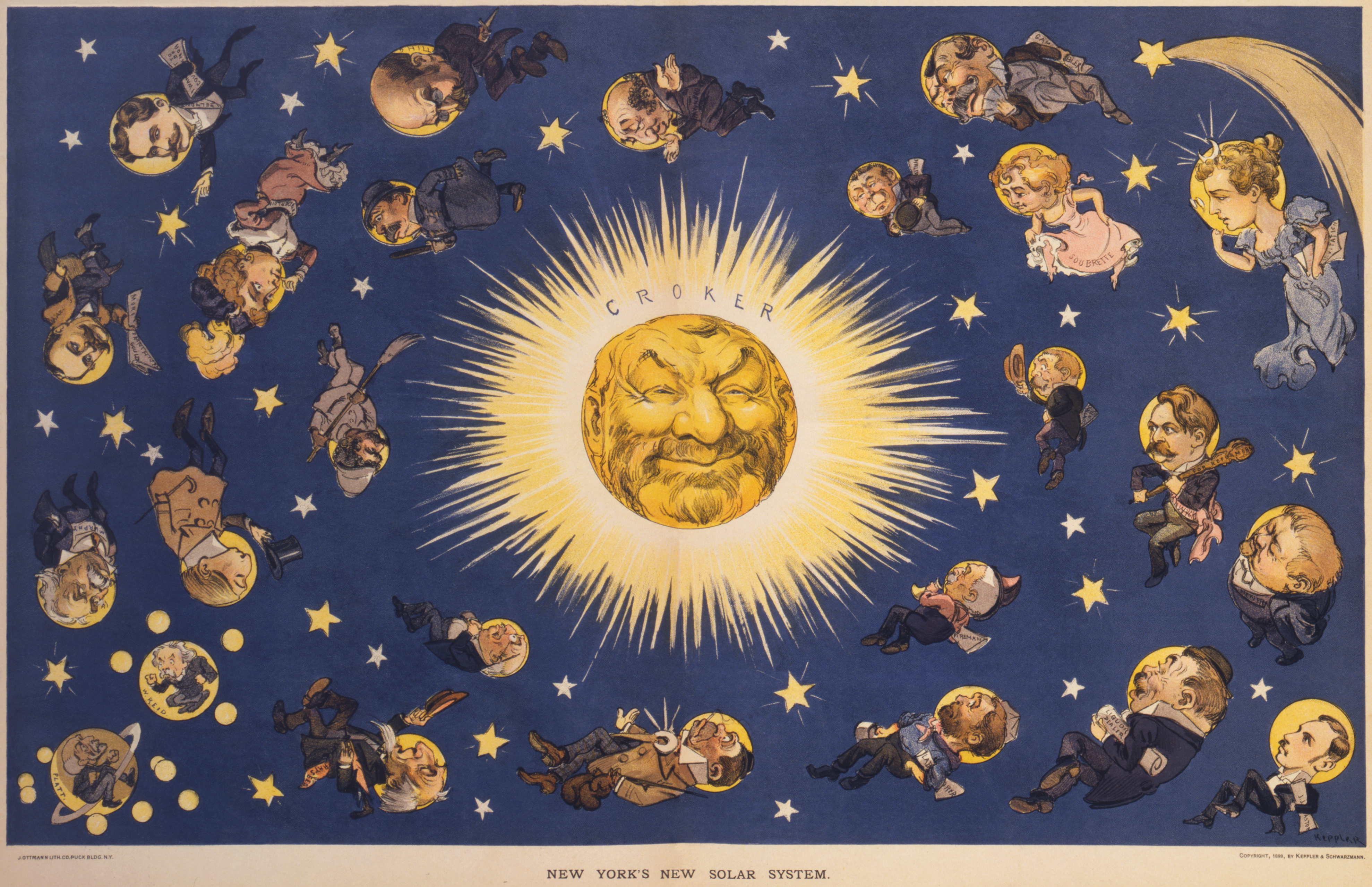

Une machine politique dans les démocraties représentatives est une organisation de parti qui recrute ses membres par l’utilisation d’incitations tangibles (argent, emplois publics) et qui se caractérise par un degré élevé de contrôle sur l’activité de ses membres. Le pouvoir de la machine politique est basé sur la capacité du patron ou du groupe dirigeant à obtenir le vote pour ses candidats le jour de l’élection.
Bien que ce type de pratique se constate plus ou moins visible dans la plupart des partis et organisations politiques, il est caractéristique des machines politiques qui reposent sur la hiérarchie et les récompenses souvent appliquées par une forte pression de whip du parti. Les machines ont parfois un patron politique, s’appuient généralement sur le favoritisme, le système des dépouilles, le contrôle « en coulisses » et les liens politiques de longue date au sein de la structure d’une démocratie représentative. Les machines politiques sont organisées sur une base permanente et non pour une seule élection ou un seul événement. Le terme « machine » est généralement utilisé par ses opposants réformistes dans un sens péjoratif.

## Dans l’histoire des États-Unis
Le terme « machine politique » remonte au XIXe siècle aux États-Unis, où de telles organisations ont existé dans certaines municipalités tels Boston, Chicago, Cleveland, Kansas City, New York, Philadelphie, Saint-Louis, Memphis
La machine de chaque ville vivait sous un système hiérarchique avec un « patron » qui avait l’allégeance des chefs d’entreprise locaux, des élus et des fonctionnaires, et qui disposait du pouvoir et des moyens pour faire avancer les choses.
Ce système de contrôle politique – connu sous le nom de « bossisme » – a émergé en particulier à l’âge d’or. Une seule figure puissante (le patron) était au centre et lié  par réciprocité à une organisation complexe de personnalités subalternes (la machine politique) avec pour objectif la promotion de l’intérêt personnel financier et social. L’une des plus connues de ces machines politiques était Tammany Hall, la machine du Parti démocrate qui a joué un rôle majeur dans le contrôle de la politique de New York et  a permis aux immigrants, notamment Irlandais, de se hisser dans la politique américaine des années 1790 aux années 1960. À partir de 1872, Tammany a un « patron » irlandais. Cependant, Tammany Hall a également servi de moteur à la corruption politique, peut-être le plus notoirement sous William Tweed au milieu du XIXe siècle.

### Source
- (en) Cet article est partiellement ou en totalité issu de l’article de Wikipédia en anglais intitulé « Political machine » (voir la liste des auteurs).